# Puente del Estrecho de Malaca
El Puente del Estrecho de Malaca (en indonesio: Jembatan Selat Melaka; en malayo: Jambatan Selat Melaka) es un nuevo puente en propuesta que conectaría Telok Gong, cerca de Masjid Tanah, estado de Malaca, en la península de Malasia, Malasia y la isla de Rupat Dumai en la isla de Sumatra, Indonesia. El proyecto ha sido sometido a la aprobación del gobierno, y se espera que tardará 10 años en completarse. Una vez completado, el puente de 48 km será el puente con la travesía marítima más larga del mundo. El proyecto contará con dos puentes atirantados y un puente de suspensión, ambos los más largos del mundo.